# 1050. grenadirski polk (Wehrmacht)
1050. grenadirski polk (izvirno nemško 1050. Grenadier-Regiment; kratica 1050. GR) je bil pehotni polk Heera v času druge svetovne vojne.

## Zgodovina
Polk je bil ustanovljen 15. januarja 1944 kot del 77. pehotne divizije in uničen avgusta istega leta v bitki za St. Malo.